# Jhala (muziek)
De jhala is het hoogtepunt in de uitvoering van een raga in de Hindoestaanse muziek. De jhala kenmerkt zich door een hoog tot zeer hoog tempo en kan zowel solo, alsook met begeleiding van de tabla voorkomen.
In veel uitvoeringen is er tweemaal een jhala, eerst als afsluiting van een sologedeelte, later als afsluiting van een gedeelte met begeleiding van de tabla.